# Diocesi di Carpasia
La diocesi di Carpasia (in latino Dioecesis Carpasiensis) è una sede soppressa e sede titolare della Chiesa cattolica.

## Storia
Carpasia, le cui rovine si trovano nei pressi di Rizokarpaso nella penisola di Karpas, è un'antica sede episcopale della Chiesa autocefala di Cipro, suffraganea dell'arcidiocesi di Salamina; oggi sussiste come corespicopato della Chiesa cipriota.
Sono tre i vescovi documentati di Carpasia. Filone visse all'epoca di sant'Epifanio di Salamina, da cui fu ordinato vescovo; di lui restano alcuni frammenti di scritti e un commento al Cantico dei Cantici. Olimpio fu tra i vescovi che parteciparono al concilio di Efeso del 431. Il vescovo Ermolao prese parte al concilio di Calcedonia nel 451. Quando l'isola fu conquistata dagli eserciti crociati alla fine del XII secolo, fu istituita la gerarchia di rito latino con il beneplacito di papa Celestino III. Carpasia tuttavia non fu compresa tra le diocesi latine e venne soppressa (1222). Durante la dominazione latina, divenne la residenza dove furono relegati i metropoliti di Cipro.
Dal XVIII secolo Carpasia è annoverata tra le sedi vescovili titolari della Chiesa cattolica; la sede è vacante dal 22 febbraio 1965.

## Cronotassi

### Vescovi greci
- Filone † (fine IV secolo)
- Olimpio † (menzionato nel 431)
- Ermolao † (menzionato nel 451)

### Vescovi titolari
- Nicolas François Bonhomme † (7 febbraio 1729 - 29 ottobre 1763 deceduto)
- Tadeusz Benedykt Feliks Towiański, O.F.M.Conv. † (1º dicembre 1766 - 1774)
- Michael Anthony Fleming, O.F.M.Ref. † (10 luglio 1829 - 4 giugno 1847 nominato vescovo di Terranova)
- Giuseppe Luca Barranco, O. de M. † (8 gennaio 1866 - prima del 22 aprile 1866 deceduto)
- Stefano Scarella, P.I.M.E. † (1º settembre 1882 - 21 settembre 1902 deceduto)
- Alexander Párvy † (27 marzo 1903 - 25 giugno 1904 nominato vescovo di Spiš)
- Manuel Rivera y Muñoz † (14 novembre 1904 - 11 maggio 1908 succeduto vescovo di Querétaro)
- Adamo Borghini † (13 gennaio 1909 - 4 giugno 1913 nominato vescovo di San Severino)
- Eugenio van Rechem † (26 marzo 1914 - 21 agosto 1943 deceduto)
- Pranciskus Ramanauskas † (28 febbraio 1944 - 17 ottobre 1959 deceduto)
- Umberto Luciano Altomare † (31 marzo 1960 - 10 luglio 1962 nominato vescovo di Muro Lucano)
- Enrico Dante † (28 agosto 1962 - 22 febbraio 1965 nominato cardinale diacono di Sant'Agata dei Goti)